# Pandémie de grippe A (H1N1) de 2009-2010 au Canada
 (juillet 2011).
Entre Mars 2009 et 2010 ,une nouvelle souche d'influenza, nommée «grippe porcine» puis «grippe A(H1N1)», a infecté un grand nombre de personnes au Mexique, aux États-Unis et, depuis le 26 avril 2009, au Canada. Cette grippe est dérivée du porc, des oiseaux, et se transmet désormais d'humains à humains. 
Au décompte officiel du 16 juillet 2009, 10 156 cas étaient répertoriés dans toutes les provinces et territoires du Canada; 382 en Colombie-Britannique, 330 en Nouvelle-Écosse, 3 636 en Ontario, 1 348 en Alberta, 2 259 au Québec, 42 au Nouveau-Brunswick, 5 à l'Île-du-Prince-Édouard, 859 en Saskatchewan, 831 au Manitoba, 405 au Nunavut, 14 dans les Territoires du Nord-Ouest, 1 au Yukon et 44 à Terre-Neuve-et-Labrador. 
Le 2 mai 2009, l'Agence canadienne d'inspection des aliments a découvert des porcs infectés en Alberta, pour la première fois au monde.
Le lundi 4 mai 2009, un premier cas jugé «plus grave» a nécessité l'hospitalisation d'une jeune fille en Alberta. 
Le vendredi 8 mai 2009, le premier décès lié à la Grippe A (H1N1) a été annoncé en Alberta. Il s'agit d'une femme qui vivait dans le nord de la province et dont la santé était déjà déficiente.
Le 11 juin 2009, l'OMS a décidé de changer leur niveau d'alerte jusqu'au niveau 6; la grippe A (H1N1) est  considérée comme une pandémie.
Le 15 juin 2009, la province de Terre-Neuve-et-Labrador, dernière province épargnée par le virus, confirme son premier cas de Grippe A (H1N1). 
Le 16 juillet 2009, à la demande de l'Organisation mondiale de la santé (OMS), les pays ont abandonné le recensement des cas de Grippe A (H1N1) pour se concentrer sur l'étude générale de la pandémie.

## Cas humains

### Régions maritimes de l'Atlantique
Le médecin-chef de la Nouvelle-Écosse, le docteur Robert Strang, a déclaré le 26 avril 2009 que le laboratoire national de microbiologie, situé à Winnipeg, a confirmé en retard que, le jour précédent, quatre personnes dans la province entre 12 et 18 ans ont récupéré de cas « bénins » de la maladie. Ceux-ci fréquentent l'école King's-Edgehill School de Windsor; et l'un des quatre étudiants a été infecté lors d'un récent voyage scolaire à la péninsule du Yucatán,.
Le 27 avril 2009, l'Île-du-Prince-Édouard a enquêté sur un certain nombre de cas suspects. En outre, il a été prouvé que la maladie se propage au-delà des quatre premiers cas en Nouvelle-Écosse, puisque les amis et parents de ceux-ci commencent à avoir des symptômes. Robert Strang a indiqué qu'il s'attend à ce que la maladie se propage au reste de la Nouvelle-Écosse d'ici quelques semaines. Le 3 mai 2009, The Chronicle Herald a rapporté qu'il y a plus de 17 cas qui ont été confirmés, onze reliés aux premiers cas de l'école King's-Edgehill School de Windsor, avec six autres dans la municipalité régionale d'Halifax.
Le 1er mai 2009, un premier cas au Nouveau-Brunswick est confirmé dans la ville de Moncton. Le médecin-chef de la santé, la docteur Eilish Cleary, a noté qu'il y a de plus en plus de cas émergents dans la province. L'Île-du-Prince-Édouard a confirmé 2 cas dans la ville de Charlottetown le 4 mai 2009, tandis que le Nouveau-Brunswick a confirmé un autre cas
Le 15 juin 2009, Terre-Neuve-et-Labrador confirme le premier cas sur son territoire. C'était la dernière province/territoire du Canada à ne pas être contaminée.

### Régions de l'Est
Le 27 avril 2009,  quatre premiers cas en Ontario sont soupsonnés. Par la suite, ce nombre a grandi à dix cas en cinq jours. 
À partir du 1er juin 2009, il y avait 576 cas ratifiés de grippe A (H1N1) dans la grande région de Toronto et 715 au total à travers la province de l'Ontario. 313 cas avaient été confirmés dans la ville de Toronto, 98 dans la ville de Peel, 82 à York, 62 à Halton, seize à Durham (en incluant au moins trois à Port Perry) et cinq à Hamilton. Six des cas ont été considérés comme sévères, exigeant une hospitalisation. Six ans plus tôt, la région de Toronto avait été un épicentre secondaire pendant l'épidémie de syndrome respiratoire aigu sévère de 2003. Le 25 mai 2009, le Ministre de la santé de l'Ontario, David Caplan, a confirmé qu'un homme de Toronto âgé dans la quarantaine est mort du virus de grippe A (H1N1). Le 1er juin 2009, le virus a été un facteur important dans la mort d'un homme de 60 ans qui avait été hospitalisé à Toronto Western Hospital. Ces deux hommes avaient aussi un certain nombre de problèmes médicaux. 
Au Québec, le premier cas à être confirmé dans la province se situe dans la grande ville de Montréal, avec trois cas soupçonnés dans l'enquête. Un autre cas a été confirmé dans la ville de Montréal elle-même le 2 mai 2009. À partir du 5 mai 2009, deux autres cas ont été découverts : un à Laval et un autre dans la région de la Montérégie. Tous les cas ne montraient que des symptômes légers, n'ayant besoin d'aucun traitement médical. Au 29 mai 2009, les cas Québécois étaient à un total de 253. Le lundi 8 juin 2009, les autorités sanitaires ont annoncé le premier décès à Québec, en faisant un total de 4 morts au Canada. La personne était une femme de 65 ans souffrant des maladies respiratoires qui avait montré des symptômes depuis plus d'un mois, avant d'être hospitalisé le 4 juin. Selon l'expertise médicale, elle n'avait jamais voyagé au Mexique et n'avait eu aucun contact avec ceux qui avaient voyagé là-bas. Le Ministère de la Santé du Québec compte désormais 542 cas de la grippe A (H1N1) dans la province à partir du 7 juin 2009.

### Régions du Nord
Le 12 mai 2009, le Yukon a signalé son premier cas de grippe A (H1N1). Par la suite, le 29 mai 2009, le Nunavut a confirmé son premier cas de la grippe A. Le 1er juin 2009, les Territoires du Nord-Ouest ont confirmé leur premier cas et le Nunavut a confirmé 3 cas supplémentaires.

### Totaux
| Évolution de la Grippe Mexicaine A/H1N1(2009) au Canada |

## Cas animaux
Le 2 mai, la première incidence de la transmission de la grippe de l'homme à des porcs, a été découvert sur une ferme en Alberta, où des porcs infectés ont été découverts. On croit qu'il s'agit d'un ouvrier agricole infecté qui est revenu récemment du Mexique et qui a infecté les animaux.

## Réactions
Durant la pandémie de grippe A (H1N1) de 2009-2010 au Canada, les médecins ont constaté une augmentation des "fêtes du virus de la grippe", destinées à faire contracter la grippe à des enfants aux fins de les immuniser. 